# RS 38 Biskop Hvoslef
Le RS 38 Biskop Hvoslef est un ancien canot de sauvetage norvégien de la Norsk Selskab til Skibbrudnes Redning (société norvégienne de secours en mer) reconverti en voilier de plaisance.

## Histoire
Le Biskop Hvoslef a été construit en 1932 sur le chantier naval Brødrene Løvfald dans le Comté de Hordaland. Lancé en 1933, il fut le premier d'une série de 14 canots conçus par Bjarne Aas (no) avec motorisation.
Celui-ci a été financé par le capitaine Hvoslef. Il servit au sauvetage jusqu'en 1969. Il a secouru 49 personnes et a opéré sur près de 2000 navires en difficultés. Il a aussi assisté à l'évacuation du Finnmark à la fin de la seconde guerre mondiale.
Mis hors service en 1969, il a connu plusieurs restaurations et a servi à plusieurs propriétaires. En 1992 il est racheté par le musée maritime de Balsfjord, puis par une fondation. Il fait partie du patrimoine culturel norvégien. Il a participé à Brest 2008.